# 一乃湯 (三重県)

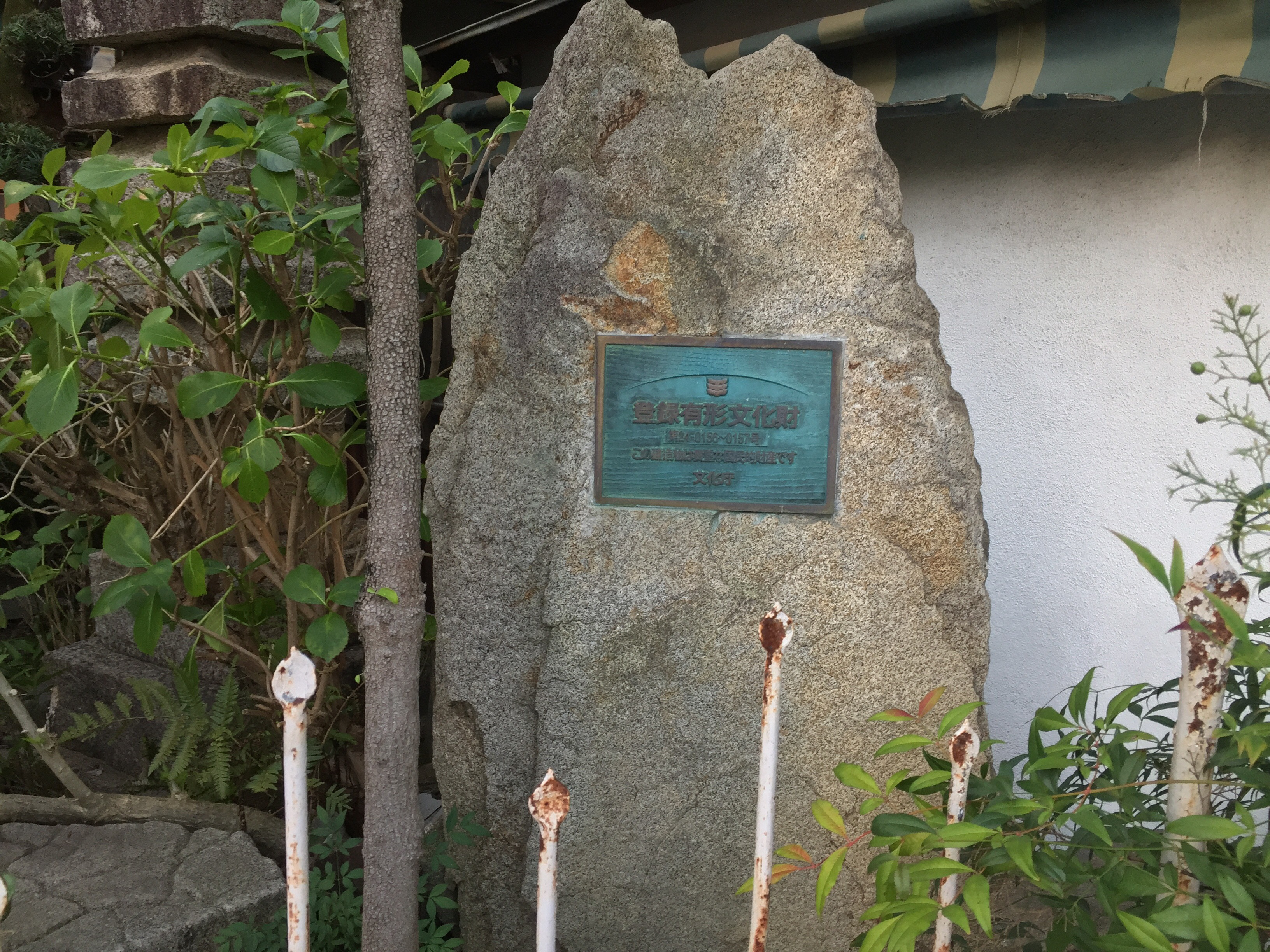
登録有形文化財であることを示すプレート（文化庁交付）

一乃湯（いちのゆ）は、三重県伊賀市にある公衆浴場（銭湯）。石柱門と唐破風屋根の本館が国の登録有形文化財に登録されている。

## 歴史・建物の特徴
昭和25年（1950年）、当時営んでいた建築業における建築資材の廃材やおがくずを有効活用するために銭湯を創業した（草津湯という名前で営業していた銭湯を買い取り、「一乃湯」として開業）。当銭湯のシンボルとなっている石柱門上にある「一乃湯」のネオンサインは創業時に設置されたものである。一方、創業より25年近く前の大正15年（1926年）に建てられた石柱門と唐破風屋根の本館は、上野城下町における当時の銭湯文化の風情と歴史的景観を今に伝える貴重な建築（建造物）であることから、2013年（平成25年）6月に国の登録有形文化財に登録されている。
石柱門は花崗岩製の門柱に洋風の鉄製門扉を付す。本館は建物全体は和風の造りであるが、浴場入口の壁にはテラコッタやアーチなど洋風の要素も取り入れられている。なお、建物の2階は休憩所跡となっており、現在では使用されていない。

## 現況
2008年（平成20年）より、一乃湯の創業から数えて三代目となる店主が継ぎ、銭湯の廃業が相次ぎ業界が衰退する中で新たな可能性を模索している。知人のアドバイスにより昔ながらの居心地の良い空間に専念することを決め、レトログッズの効果的な配置や家族の団欒の妨げとなるテレビの撤去、さらに照明は電球色に変え、BGMは昭和の歌謡曲とするなど様々な変更を行った。
番台付近に置かれた商品には健康志向のものや日本古来の小物を積極的に導入し、「和の暮らし」を提案。また、「銭湯スタンプラリー」や「風呂屋ののれん展」、「ランナーズ銭湯」、「プチ忍者変身処」、「銭湯探検」など様々な企画を展開している。
2023年（令和5年）7月、運営を京都の銭湯継業会社・ゆとなみ社が引き継いだ。

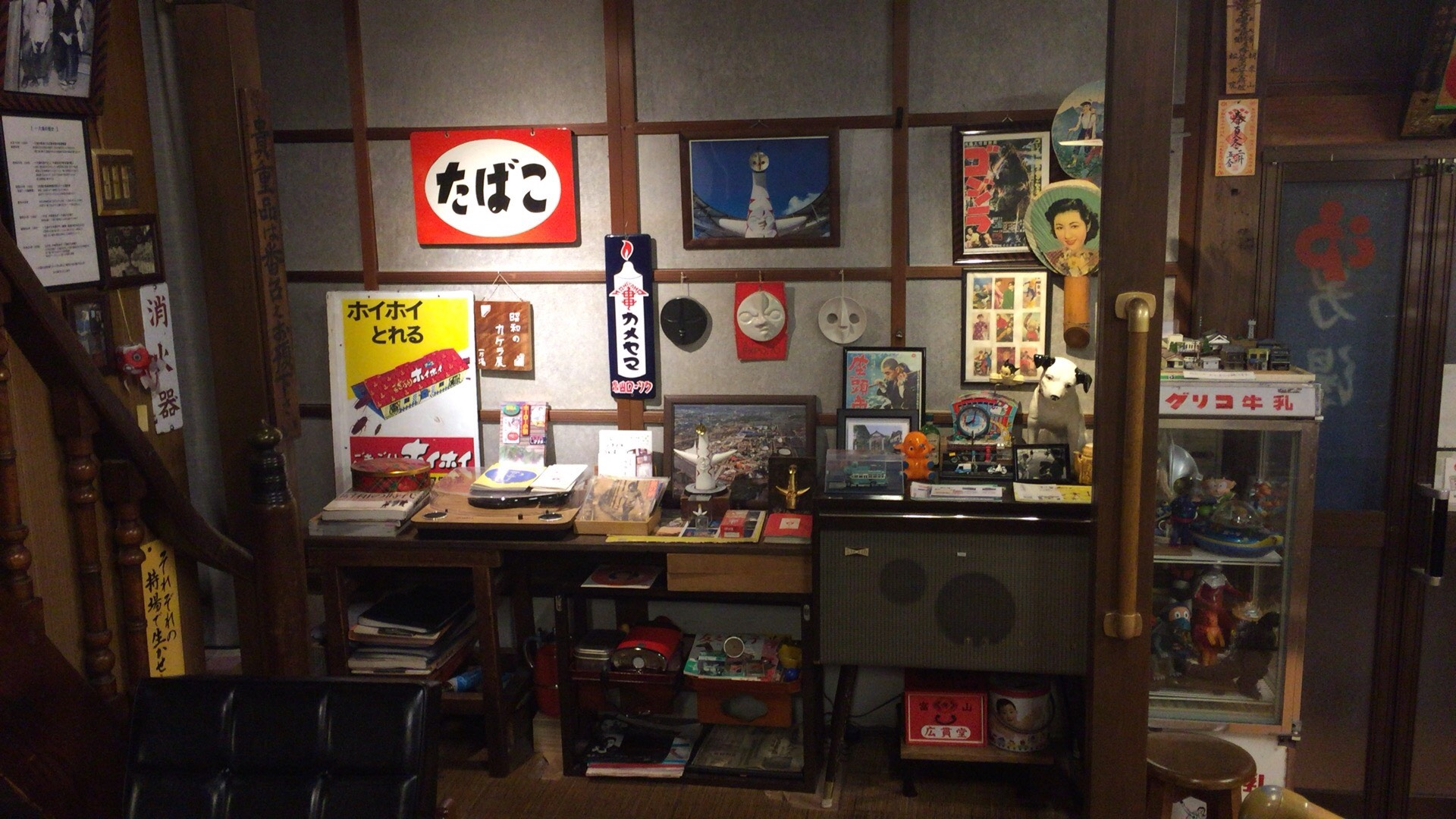
番台横に飾られているレトログッズ
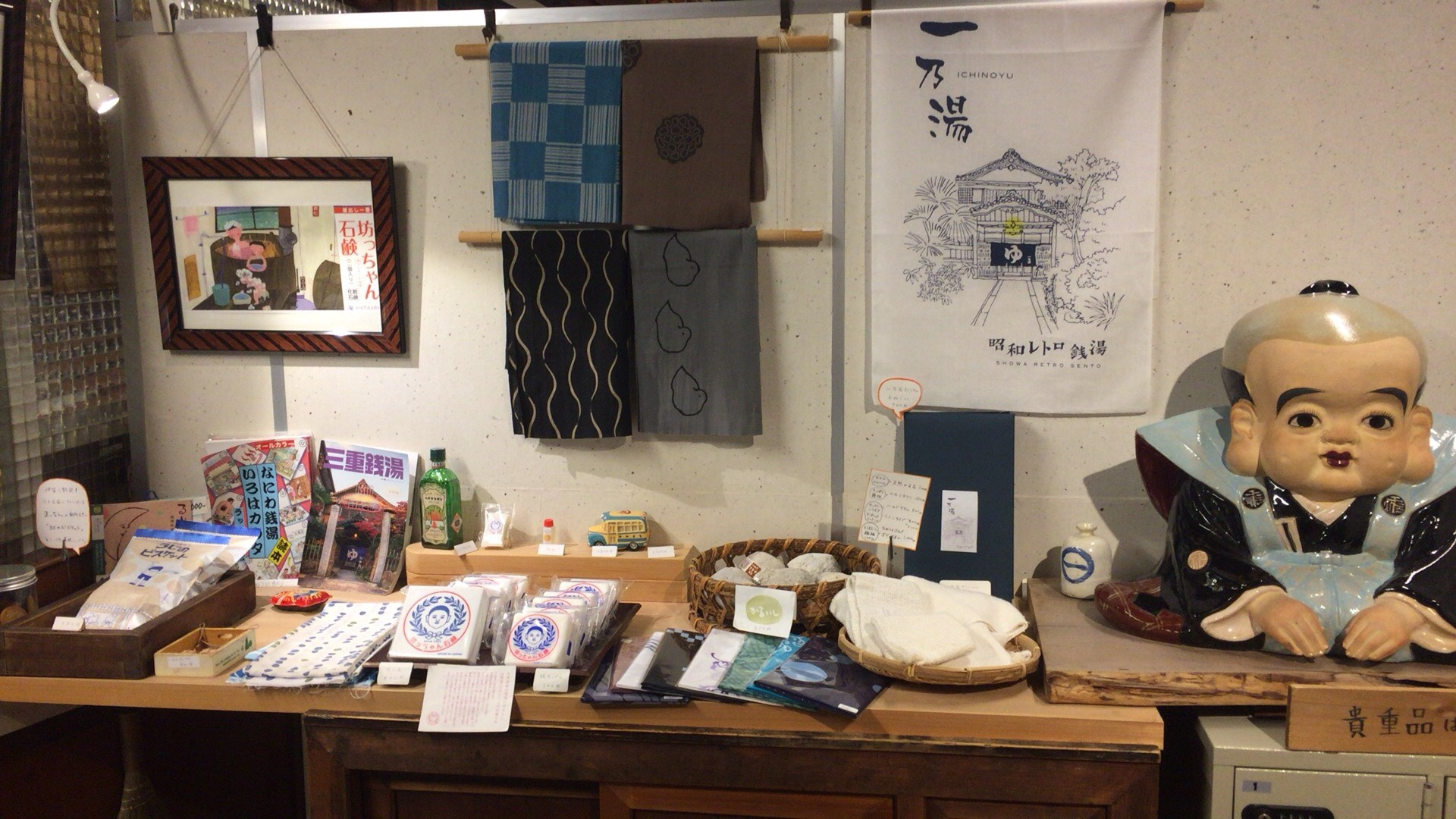
番台手前のショップコーナー

## 施設情報
詳細は「公式サイト」を参照

### 営業時間
- 14:00 - 23:00（最終受付22：30）
- 木曜定休

### 料金
- 大人：470円（中学生以上）
- 中人：150円（小学生）
- 小人： 70円（乳幼児）

※2023年7月現在の三重県における普通公衆浴場料金

## 所在地
三重県伊賀市上野西日南町1762

### 交通
鉄道
- 伊賀鉄道伊賀線「茅町駅」より徒歩約5分
- 伊賀鉄道伊賀線「上野市駅」より徒歩約10分

高速バス
- 東京・横浜方面および名古屋・京都・大阪方面〜伊賀上野（上野市駅）間の高速バスあり（詳細は三重交通の「高速バスページ」を参照）
  - 名古屋・京都・大阪方面からの高速バス：「銀座四丁目」バス停下車、徒歩約2分

### 駐車場
無料駐車場の台数：最大40台（うち26台は1時間無料券による、詳細は公式サイトの「アクセスMAPページ」を参照）

## ギャラリー
一之湯の本館

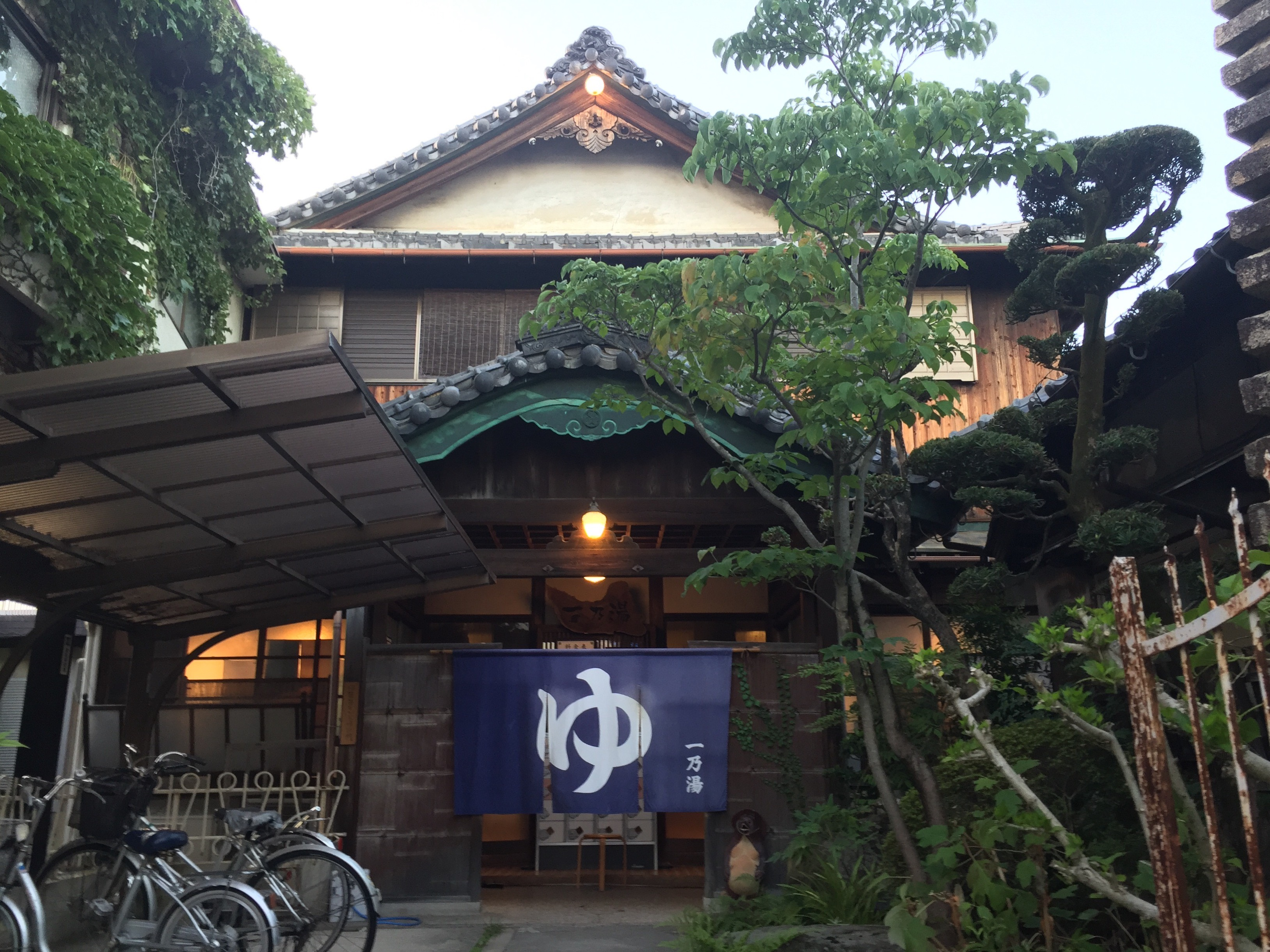
本館の建物
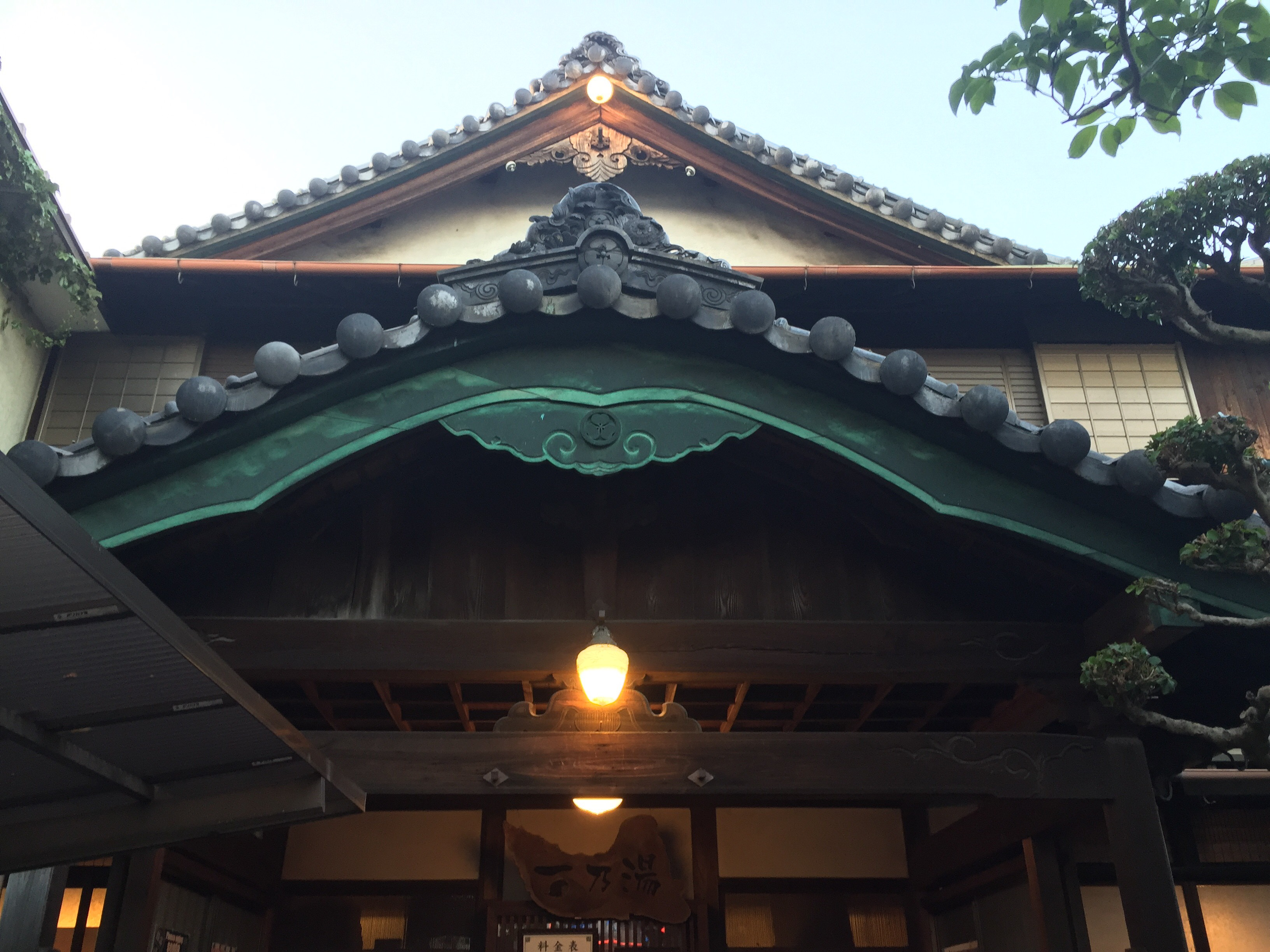
本館の唐破風屋根

石柱門とネオンサイン

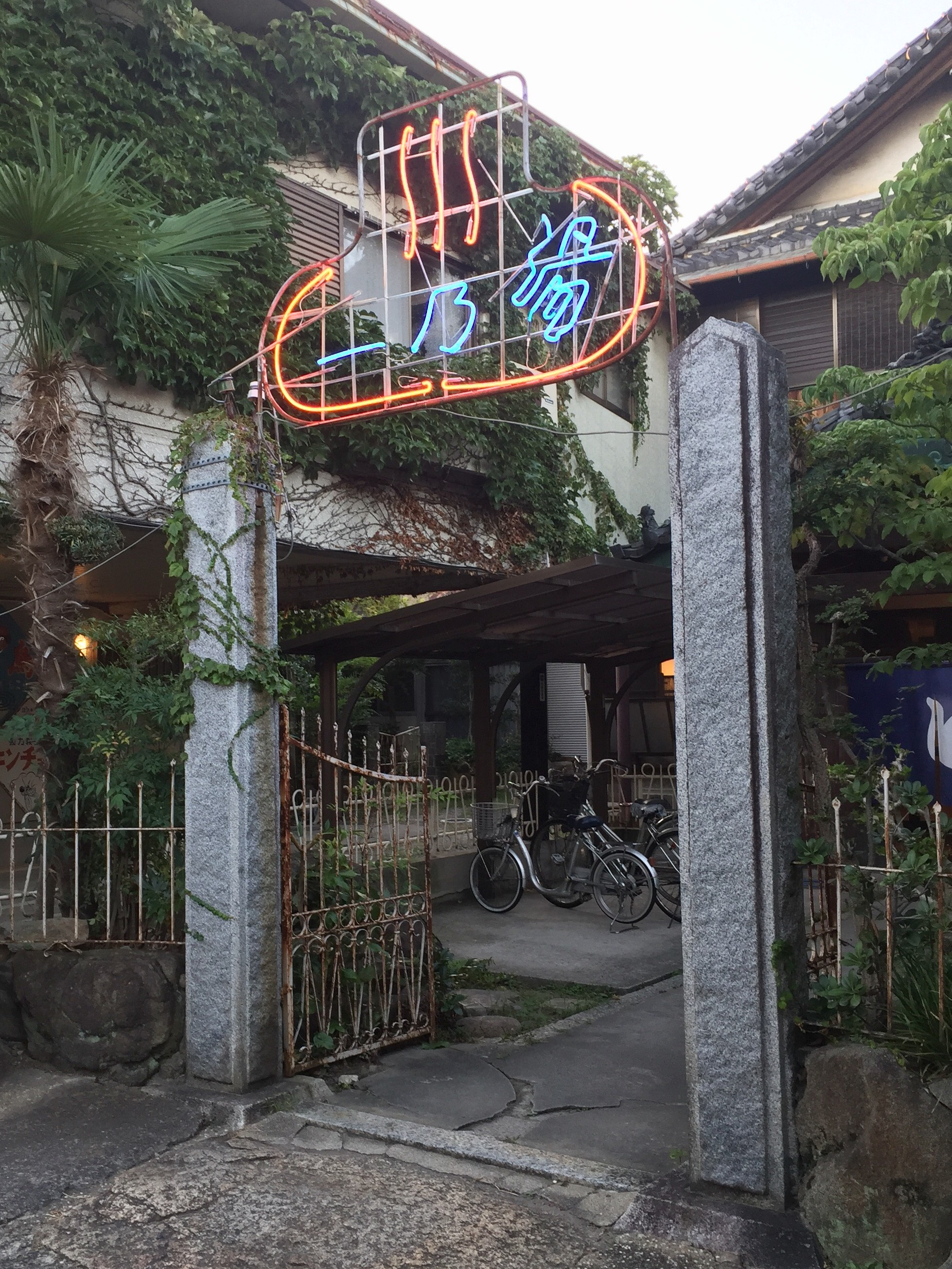
石柱門

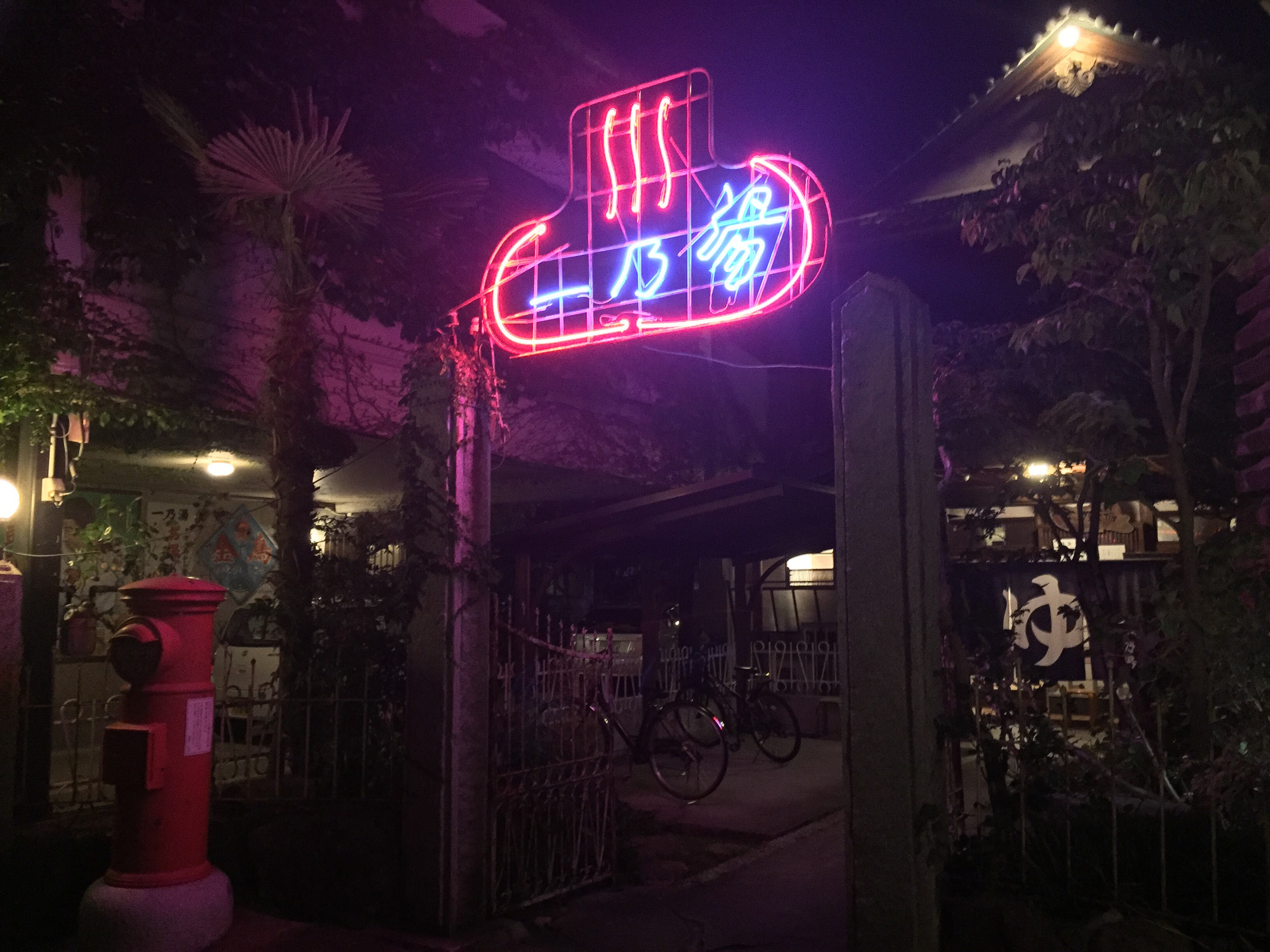
一之湯のネオンサイン
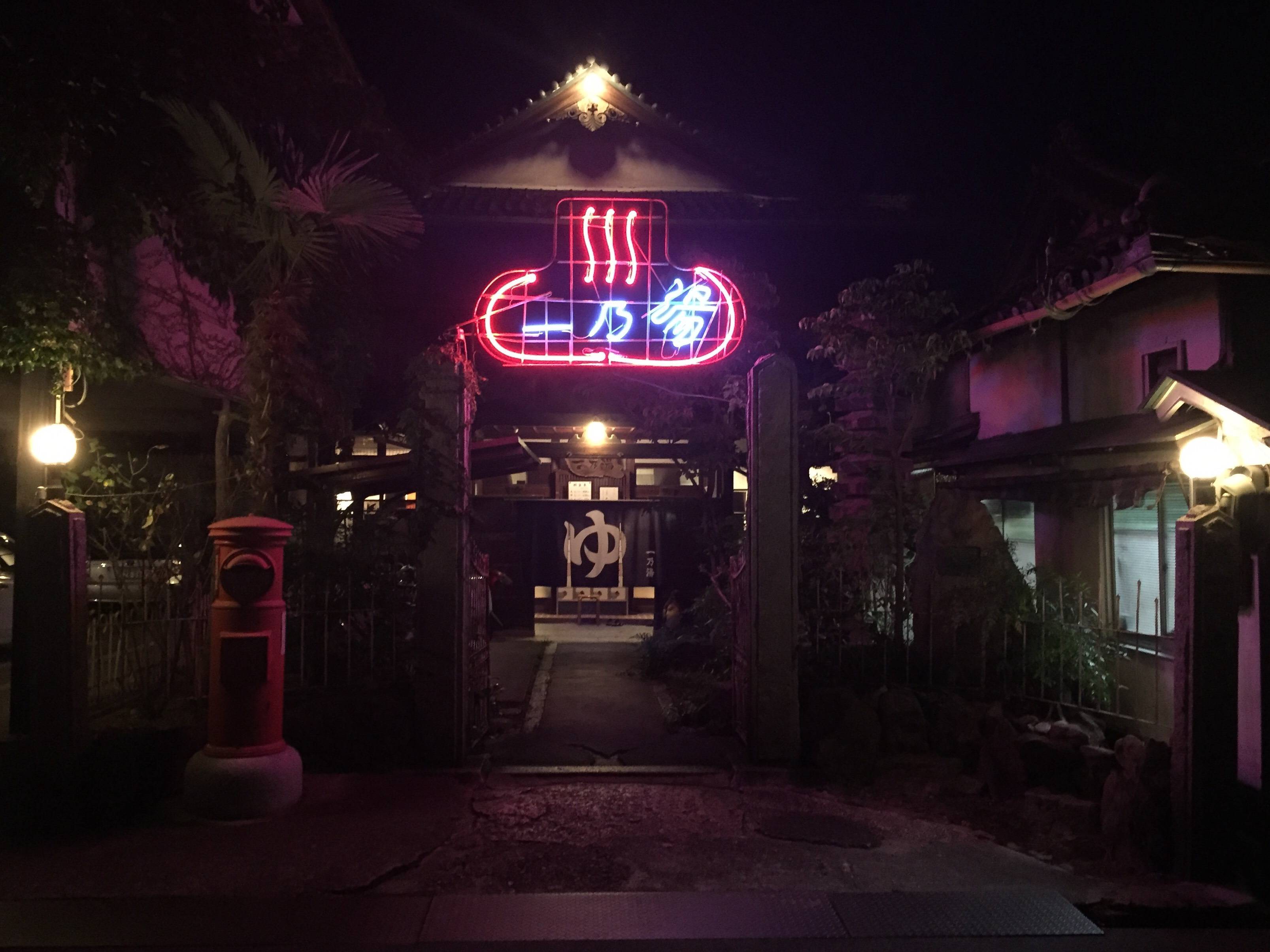
本館の建物とネオンサイン

銭湯入り口

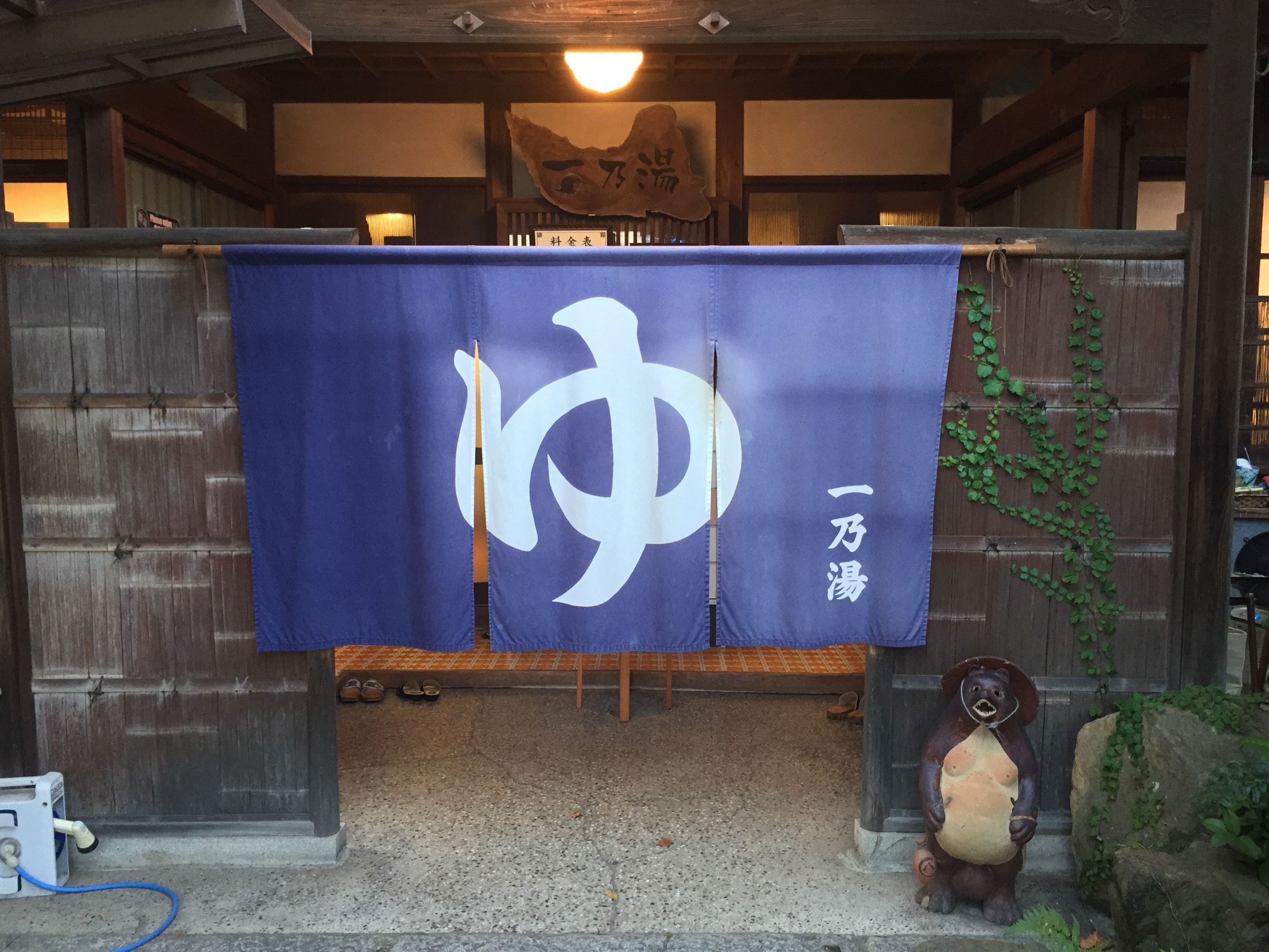
一之湯ののれん
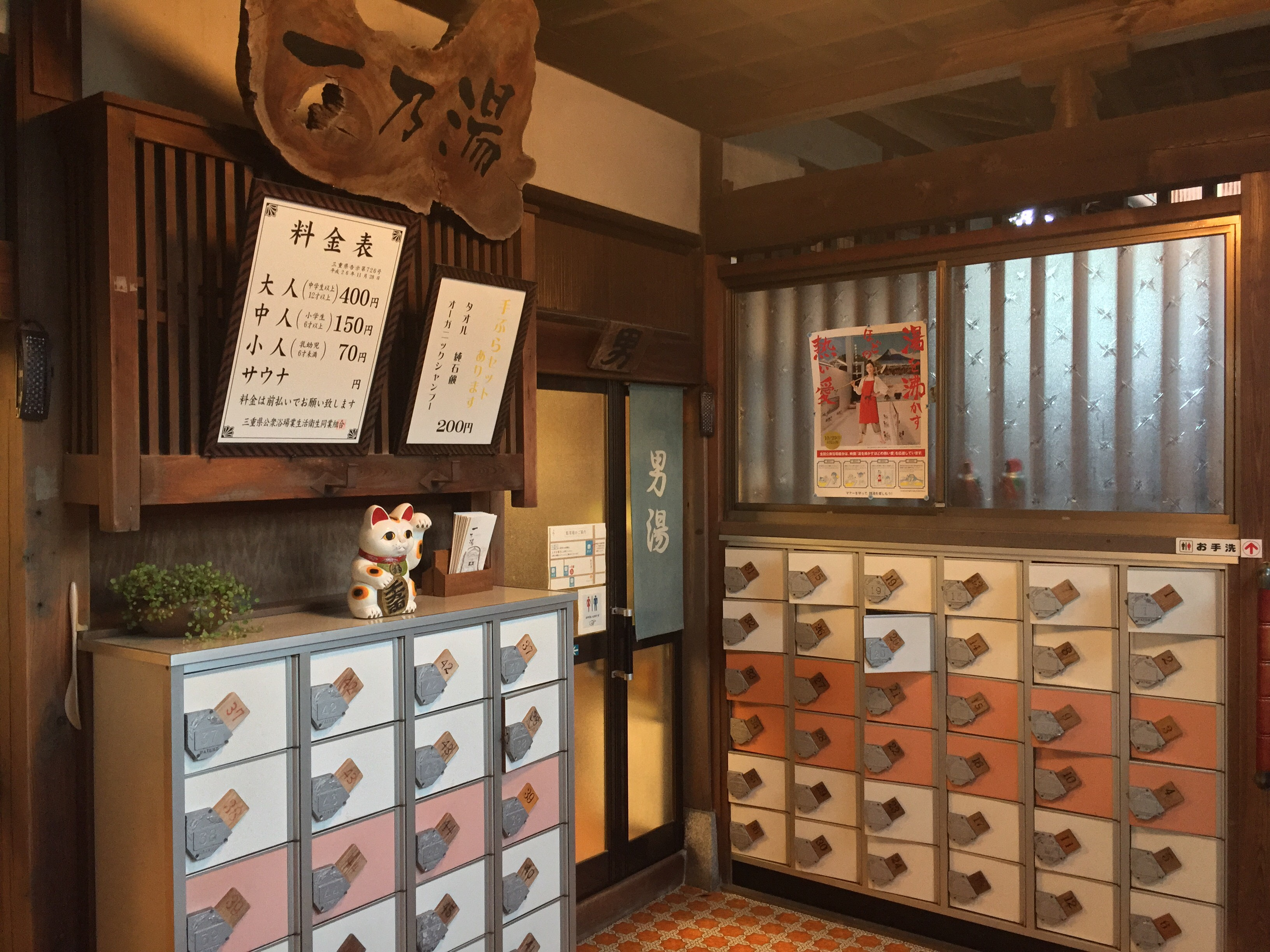
下駄箱
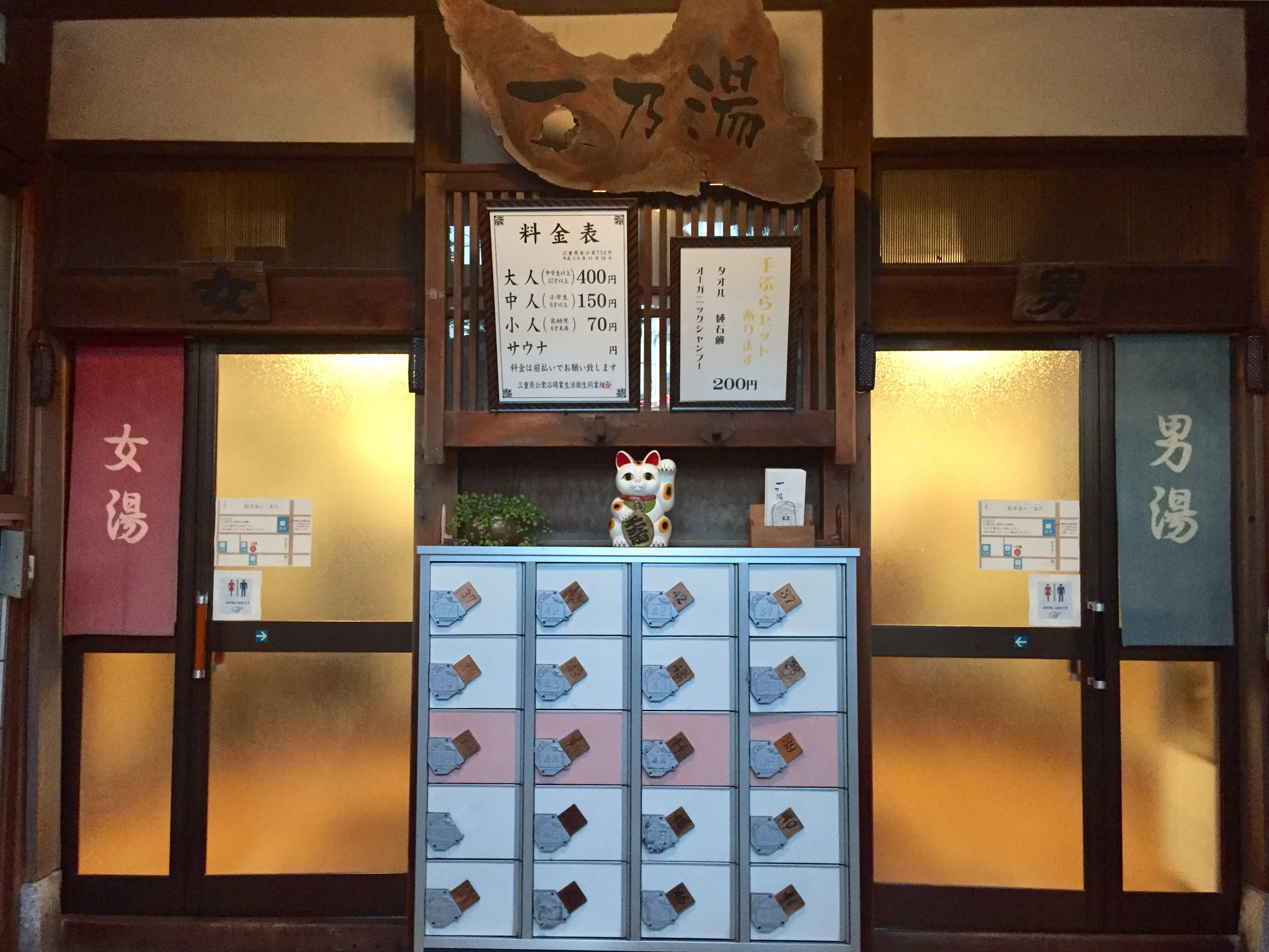
男湯と女湯の入り口

駐車場上部の建物（本館に隣接）

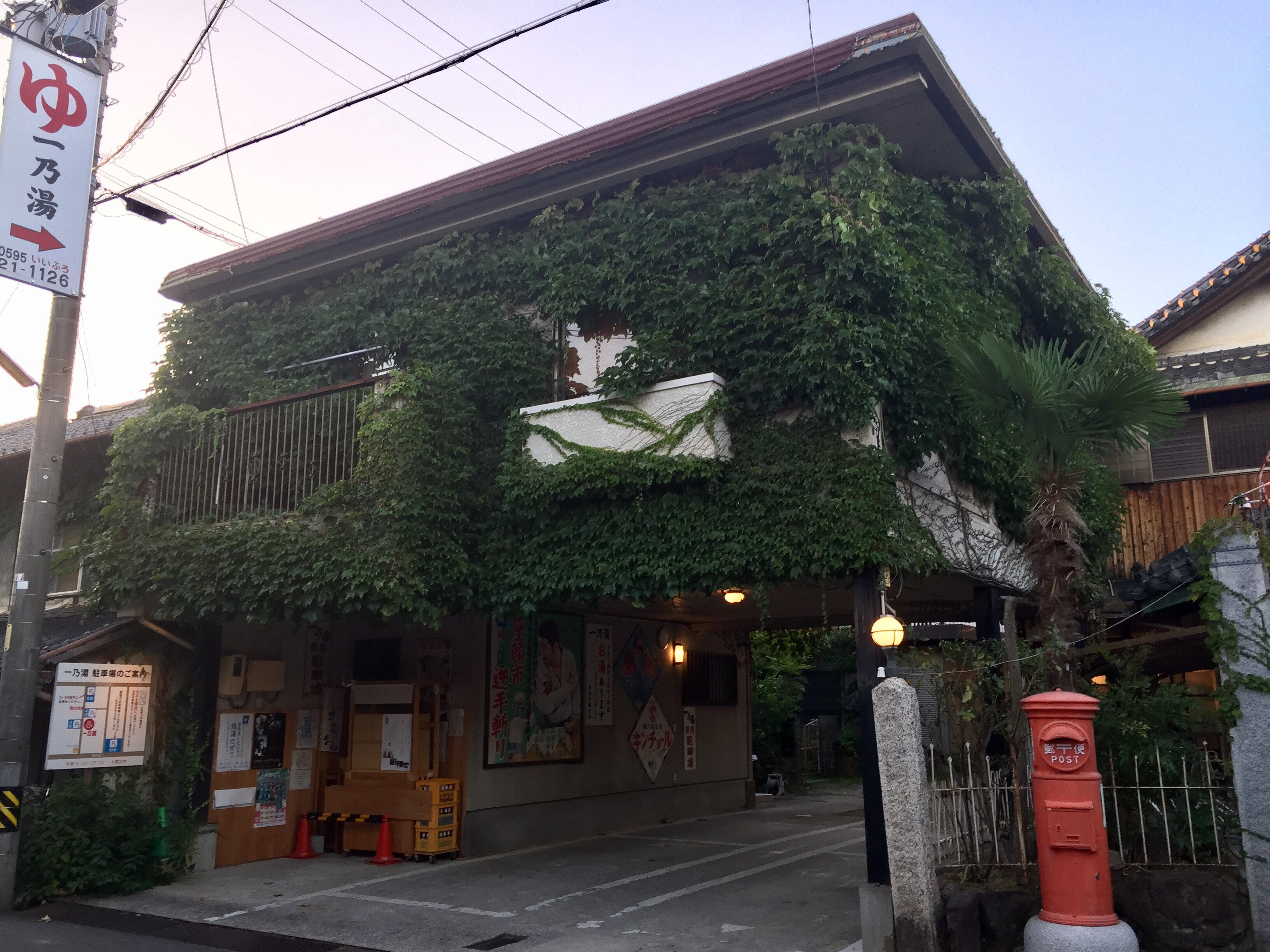
本館と2階部分が接続している駐車場上部の建物
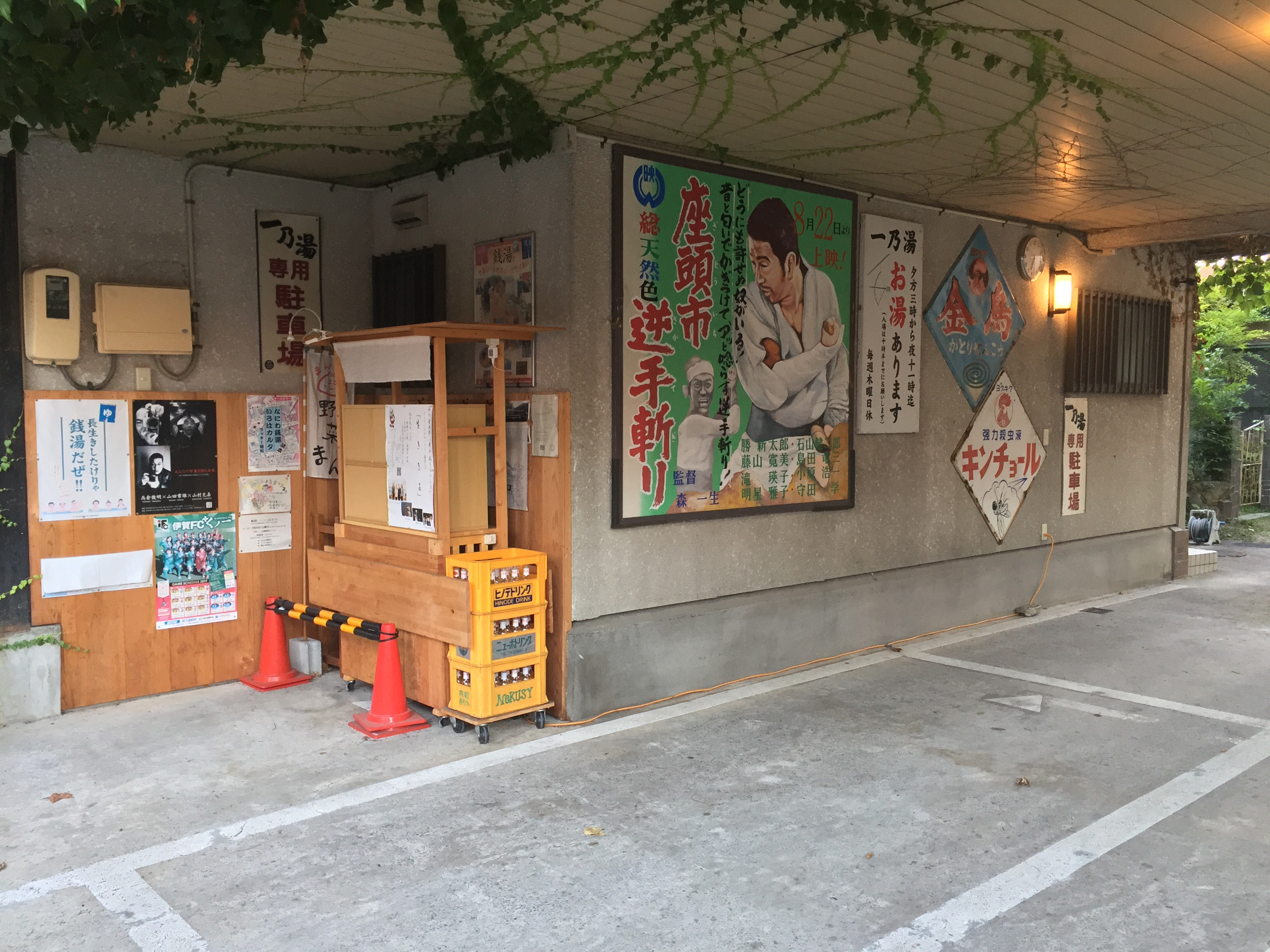
建物1階部分（駐車場横）の壁に掛けられたレトロ看板

## 参考資料・文献
- 昭和レトロ銭湯「一乃湯」公式冊子
- 名張・伊賀 地域みっちゃく生活情報誌『リィーガ』vol 027（2013年11月号）